# Варенцов Сергій Сергійович
Сергі́й Сергі́йович Варенцо́в (рос. Сергей Сергеевич Варенцов; 2 вересня 1901 — 1 березня 1971) — радянський воєначальник, головний маршал артилерії (1961, у 1963 році понижений у званні до генерал-майора артилерії). Герой Радянського Союзу (1945, позбавлений звання у 1963).
Обирався депутатом Верховної Ради СРСР 6-го скликання (1962—1963, достроково припинено повноваження), депутатом Верховної Ради РРФСР 4-го та 5-го скликань, кандидатом у члени ЦК КПРС (1961—1963).

## Життєпис
Народився в місті Дмитров, нині Московської області Росії, в родині робітника. Росіянин. Закінчив Дмитровське міське реальне училище і курси бухгалтерів. Працював рахівником.
У лавах Червоної армії з березня 1919 року. Учасник Громадянської війни в Росії. Служив у перев'язувальному взводі 5-го Курського революційного полку 15-ї стрілецької дивізії на Південному фронті. Після захворювання на тиф і тривалого лікування служив у караульній роті в Дмитрові.
У 1921 році закінчив Дєтськосельські командні курси важкої артилерії, у 1926 році екстерном склав екзамени за повний курс 1-ї артилерійської школи, у 1930 році закінчив Артилерійські КУКС. Під час навчання на курсах у складі зведеного загону курсантів брав участь у придушенні Кронштадського повстання в березні 1921 року.
З 1921 по 1927 роки — командир взводу, помічник командира і командир батареї, начальник зв'язку дивізіону важкої артилерії особливого призначення Вищої артилерійської школи командного складу (м. Луга). З 1927 року — командир батареї, згодом — начальник полкової школи 25-го артилерійського полку 25-ї артилерійської дивізії Київського військового округу (м. Кременчук). з 1934 року — помічник командира, а з 1937 року — командир 41-го артилерійського полку 41-ї стрілецької дивізії, з березня 1939 року — начальник артилерії цієї дивізії Харківського військового округу. З листопада 1940 року — заступник начальника артилерії 6-ї армії, з березня 1941 року — начальник артилерії 6-го стрілецького корпусу Київського ОВО. Член ВКП(б) з 1941 року.
Учасник німецько-радянської війни з червня 1941 року: начальник артилерії 6-го стрілецького корпусу Південно-Західного фронту, з листопада 1941 року — начальник артилерії 40-ї армії того ж фронту, з вересня 1942 року — начальник артилерії 60-ї армії Воронезького фронту. З жовтня 1942 року і до кінця війни — командувач артилерією Воронезького (з жовтня 1943 року — 1-го Українського) фронту.
Після закінчення війни продовжив військову службу. З липня 1945 року — командувач артилерією Центральної групи військ, з січня 1947 року — командувач артилерією Прикарпатського військового округу.
У 1951 році закінчив Вищі академічні курси при Вищій військовій академії імені К. Є. Ворошилова. З жовтня 1951 року — командувач артилерією Закавказького військового округу; з січня 1952 року — начальник Головного артилерійського управління (ГАУ) — заступник командувача артилерією Радянської армії; з березня 1955 року — командувач артилерією Сухопутних військ СРСР; з січня 1961 року — командувач ракетними військами та артилерією Сухопутних військ СРСР.
Після викриття шпигунської діяльності О. Пеньковського головний маршал артилерії С. С. Варенцов був звинувачений у «втраті пильності» і підданий жорсткій позасудовій розправі: Указами Президії Верховної Ради СРСР від 12 березня 1963 року він був усунутий з посади, позбавлений звання Героя Радянського Союзу з вилученням ордена Леніна і медалі «Золота Зірка»; наступного дня понижений у військовому званні до «генерал-майора артилерії» і звільнений у відставку; постановою Пленуму ЦК КПРС від 21 червня 1963 року виведений зі складу кандидатів у члени ЦК КПРС; у серпні того ж року достроково позбавлений повноважень депутата Верховної Ради СРСР.

## Нагороди
Указом Президії Верховної Ради СРСР від 29 травня 1945 року генерал-полковникові артилерії Варенцову Сергію Сергійовичу присвоєно звання Героя Радянського Союзу з врученням ордена Леніна і медалі «Золота Зірка» (№ 6578). Указом Президії ВР СРСР від 12 березня 1963 року позбавлений звання Героя Радянського Союзу, ордена Леніна і медалі «Золота Зірка».
Нагороджений трьома орденами Леніна (06.11.1941, 21.02.1945, 14.09.1961), трьома орденами Червоного Прапора (27.08.1943, 03.11.1944, 20.06.1949), орденами Суворова 1-го ступеня (10.01.1944), двома Кутузова 1-го ступеня (08.02.1943, 25.08.1944), Червоної Зірки (14.02.1943), медалями, нагородами іноземних держав.